# Gvangul N. (Zauditu császárnő lánya)
Gvangul N. (Addisz-Abeba, Etiópia, 1891. november – 1895. január) etióp hercegnő. Apja révén a Zagve-dinasztiából származott, az anyja révén a Salamon-dinasztia tagja. Gugsza N. hercegnő nővére.

## Élete
Zauditu etióp császárnőnek, II. Menelik etióp császár és Abecsu Bajan vollói úrnő házasságon kívüli kapcsolatából született lányának Gvangul Zegejével, Vag urával (Vagsum), a Zagve-dinasztia fejével kötött második házasságából származó idősebbik lánya. 
Zauditut 1891. január 28-án Gvangul úrhoz, Zegeje Biru fiához adták feleségül, aki a Zagve-dinasztia feje volt, de még ugyanabban az évben el is váltak. A kérészéletű házasságból egy kislány született 1891 novemberében, akinek a keresztneve nem ismert, és Zauditu ekkor is még csak 15 éves volt.
Zauditu ezután harmadszorra is férjhez ment 1894-ben, a választottja Vube Atnaf Szeged volt.
Zauditu lánya a következő évben, 1895 januárjában háromévesen meghalt. Anyja negyedszerre a nagyapja gyermektelen és nagyhatalmú harmadik feleségének, akivel Zauditu nagyon jó viszonyt ápolt, Taitu etióp császárnénak az unokaöccséhez, Rasz Gugszához, Begameder tartomány későbbi kormányzójához ment feleségül 1900 áprilisában. A házasság boldognak bizonyult, annak ellenére is, hogy az egyetlen gyermek, egy kislány, akinek a neve szintén nem ismert, Gugsza N. (1906–1906), mely e kapcsolatból származott, a születése után rögtön meg is halt 1906 januárjában. Zauditut ezután már elkerülte a gyermekáldás, és nem adatott meg neki, hogy utódokat hagyjon hátra. Nővére, Soa Reged azonban több életképes gyermeket is szült, de csak a második házasságából származó kisebbik fia, Lidzs Ijaszu élte túl a nagyapját, és örökölhette a császári trónt.